# Juan José Garfia
Juan José Garfia Rodríguez (Valladolid, 1966), más conocido como El Garfia, es un expresidiario español. 

## Biografía
En prisión desde 1987 tras robar un coche en las proximidades de Valladolid y asesinar a tres personas -un guardia civil, el dueño de un bar de Medina del Campo y un policía municipal-.
Su nombre ha estado vinculado posteriormente a motines, en los que incluso hubo víctimas mortales -en la prisión de Foncalent, en 1990, falleció un preso en una revuelta liderada, entre otros, por él-, así como huidas "de película" -se fugó en 1991 de un furgón tras romper el suelo-, lo que ha hecho que pase por 35 cárceles de toda España.
En el verano de 1991 Garfia fue catalogado como preso en el Fichero de Internos de Especial Seguimiento (FIES) castigado en un módulo de aislamiento de seis metros cuadrados en el que pasó las 24 horas solo durante año y medio en el penal de El Dueso (Cantabria). 
En 1997 solicita permisos domiciliarios pero Instituciones Penitenciarias se los deniega. Se ha licenciado en Historia del Arte y ha escrito varios libros.
Terminó de cumplir condena en Madrid VII, donde disfrutó de permisos penitenciarios y le fue concedida la libertad condicional poco después. Dejó extinguida su pena definitivamente en 2015.

## Filmografía
- Horas de luz, dirigida por Manolo Matjí, protagonizada por Alberto San Juan (en el papel de Juanjo) y Emma Suárez (en el de Marimar).